# Rezerwat przyrody Gołoborze
Rezerwat przyrody Gołoborze – rezerwat przyrody znajdujący się na gruntach miejscowości Huczwice w gminie Baligród, w powiecie leskim, w województwie podkarpackim.
numer według rejestru wojewódzkiego – 18
powierzchnia według aktu powołującego – 12,03 ha (akt powołujący podawał 13,90 ha)
dokument powołujący – M.P. z 1969 r. nr 51, poz. 398
rodzaj rezerwatu – przyrody nieożywionej
przedmiot ochrony (według aktu powołującego) – gołoborze stopniowo opanowywane przez las
Rezerwat znajduje się na terenie Ciśniańsko-Wetlińskiego Parku Krajobrazowego.
Celem ustanowienia rezerwatu było zachowanie gołoborza, powoli poddawanego sukcesji leśnej. Znajduje się ono na stokach niewielkiego wzniesienia, pomiędzy doliną Potoku Rabskiego a jego dwoma prawymi dopływami. Pod względem geologicznym rezerwat zlokalizowany jest w obrębie łuski Bystrego, zaś rumowisko skalne budują grube bloki piaskowców. W obrębie rezerwatu znajdują się także źródła mineralne.